# كاميرون بويس
كاميرون بويس (بالإنجليزية: Cameron Boyce)‏ ممثل أمريكي ولد في 28 يونيو 1999 في لوس أنجلوس، كاليفورنيا، الولايات المتحدة بدأ مشواره الفني في عام 2008. عرف كنجم لمسلسلات ديزني، مثل في مسلسلات (جيسي)، و(جيمزر جايد تو بريتي ماتش إفريثينج). إضافة لأفلام (ميرورز)، و(إيجل آي)، (جروون آبس). توفي في سن الـ 20 جراء نوبة صرع أصيب بها أثناء نومه في عام 2019.

## روابط خارجية
- كاميرون بويس على موقع IMDb (الإنجليزية)
- كاميرون بويس على موقع ميتاكريتيك (الإنجليزية)
- كاميرون بويس على موقع روتن توميتوز (الإنجليزية)
- كاميرون بويس على موقع ألو سيني (الفرنسية)
- كاميرون بويس على موقع ميوزك برينز (الإنجليزية)
- كاميرون بويس على موقع تيرنر كلاسيك موفيز (الإنجليزية)
- كاميرون بويس على موقع أول موفي (الإنجليزية)
- كاميرون بويس على موقع قاعدة بيانات الأفلام السويدية (السويدية)
- كاميرون بويس على موقع ديسكوغز (الإنجليزية)
- كاميرون بويس على موقع قاعدة بيانات الفيلم (الإنجليزية)
- كاميرون بويس في دليل التلفاز